# Bunkertrefbal
Bunkertrefbal is een variant van trefbal waarbij gymtoestellen gebruikt worden om een bunker te bouwen. In de bunker kunnen spelers schuilen voor de tegenstanders. Het spel is geschikt voor een groepsgrootte van 20 tot 30 spelers, van de basisschool (bovenbouw) en het voortgezet onderwijs. Bij deze variant wordt beroep gedaan op samenwerken, creativiteit en strategie. Het spel is populair onder kinderen en tieners.

## Spelregels
De spelregels kunnen als volgt worden samengevat:
- Een speler is af bij een rechtstreekse treffer. Het hoofd en via een stuiter tellen niet. Bij een rechtstreekse vangbal is de werper af.
- Lopen met de bal is toegestaan.
- Een speler die af is gaat rondom het speelveld van de tegenpartij staan. Indien iemand van de tegenpartij wordt afgegooid, mag de speler terug naar het eigen vak.
- Zowel binnen als buiten de bunker mag men afgegooid worden.
- Minimaal 1 speler moet zich buiten de bunker bevinden.
- Op de bunker klimmen is niet toegestaan.
- Het team dat iedereen afgooit is de winnaar.